# Patalahti-Patajärvi
Patalahti-Patajärvi este o arie protejată (arie specială de conservare — SAC, sit de importanță comunitară — SCI) din Finlanda întinsă pe o suprafață de 5,3 ha, integral pe uscat.

## Localizare
Centrul sitului Patalahti-Patajärvi este situat la coordonatele 63°13′20″N 27°11′03″E / 63.2222°N 27.1842°E.

## Înființare
Situl Patalahti-Patajärvi a fost declarat sit de importanță comunitară în iunie 2005 pentru a proteja 1 specie de animale. Situl a fost protejat și ca arie specială de conservare în aprilie 2015.

## Biodiversitate
Situată în ecoregiunea boreală, aria protejată nu include niciun habitat protejat.
La baza desemnării sitului se află o specie protejată de  nevertebrate: Graphoderus bilineatus.